# Slaget vid Glorieta Pass
Slaget vid Glorieta Pass var ett slag den 26 till 28 mars 1862 mellan nordstaterna och sydstaterna under det amerikanska inbördeskriget. Här stoppade nordstaterna sydstaternas invasion av New Mexico.